# 加越能鉄道デ7000形電車

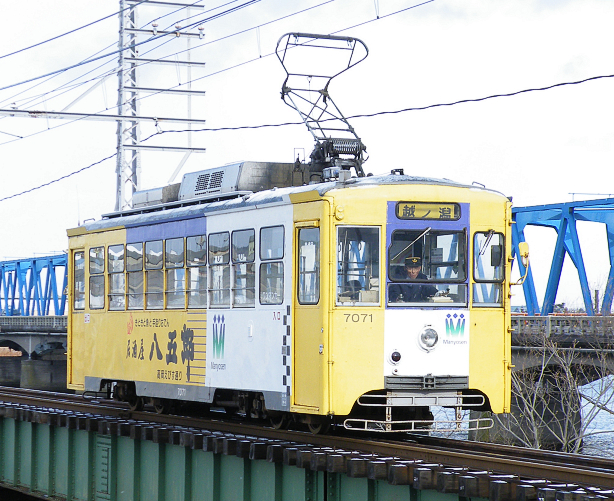
万葉線標準色のデ7071

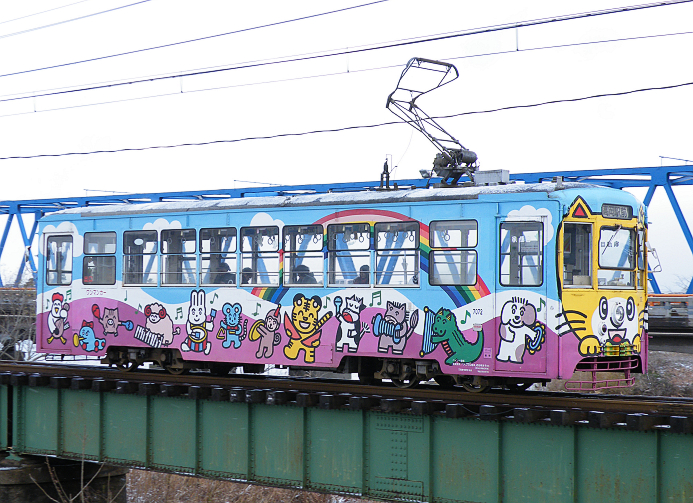
「ネコ電車」こと「アニマル電車」デ7072

加越能鉄道デ7000形電車（かえつのうてつどうデ7000がたでんしゃ）は、加越能鉄道（現・加越能バス）が導入し、同社の高岡軌道線・新湊港線を引き継いだ万葉線株式会社が保有している路面電車車両。
本記事ではほぼ同形のデ7060形、デ7070形電車についても記述する。

## 概要
製造当時、加越能鉄道と相互乗り入れを行っていた富山地方鉄道で使用された7000形とほぼ同形の設計となっている。1961年（昭和36年）にデ7000形7051 - 7053の3両、1965年（昭和40年）にデ7060形7061・7062の2両、1967年（昭和42年）にデ7070形7071 - 7076の6両、計11両が製造された。製造メーカーはすべて富山地方鉄道の7000形と同じく日本車輌製造東京支店である。
基本構造は富山地方鉄道の7000形に準じるが、富山地方鉄道の7000形は扉が前端と中央に配置されているのに対して、加越能鉄道の7000形は扉が両端に配置されているのが主な相違点である。
1971年から2003年まで、営業用車両はこの7000形のグループに統一されていたが、2003年から2009年にかけて超低床電車MLRV1000形が導入されたことで、一部が置き換えられている。

## 構造
ここでは主に各形式に共通の特徴について記述する。

### 車体
東京都電8000形をモデルとして設計された全鋼製車体である。
前面は3枚窓となっている。側面両端に片開き扉を配し、側面窓は上部をHゴム支持の固定式とし、下部を上昇式としたいわゆる「バス窓」となっている。扉の隣の戸袋部の窓のみ上部・下部ともHゴム支持の固定式となっている。
車体塗装は上半分クリーム色、下半分と前面最上部がオレンジ色という塗装であったが、万葉線に移管された後に黄色地に白・青・グレーの新塗装に塗り替えられている。また全面広告ラッピングを施された車両もある。

### 車内
車内はロングシートで、形式により定員は異なっている。1971年（昭和46年）に後乗り前降り・整理券式でワンマン化されており、運賃箱や運賃表示器・整理券発行機が取り付けられた。

### 機器
富山地方鉄道の7000形と同様、駆動方式は吊掛式で、制御器は間接非自動制御の抵抗制御方式である。
形式により台車が異なっている。
なお、鉄道線である新湊港線（六渡寺 - 越ノ潟）にはATSが設置されているため、関連する機器を搭載している。

## 形式別概説

### デ7000形

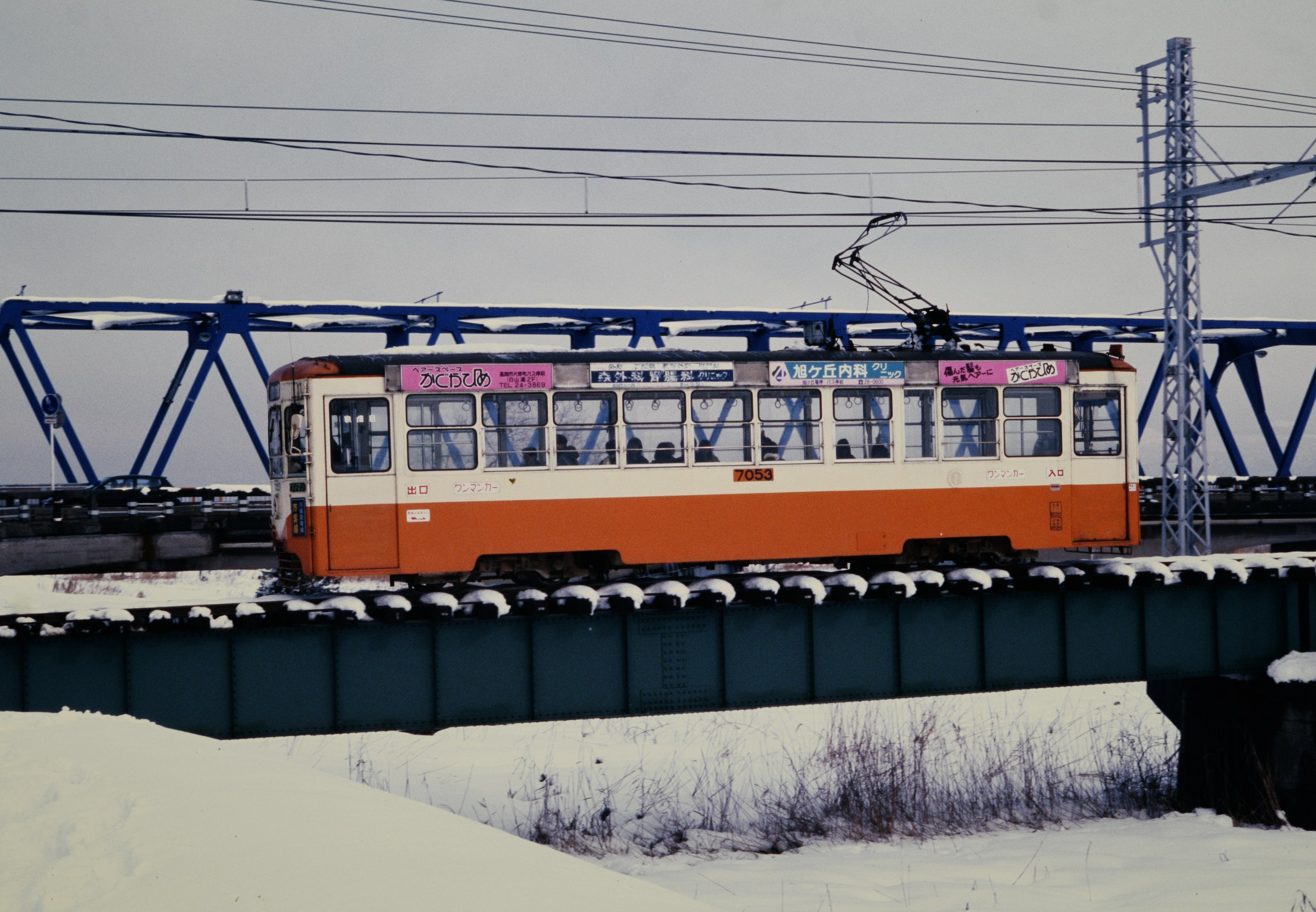
加越能鉄道時代のデ7053。窓配置に注意

1961年（昭和36年）にデ7051 - デ7053の3両が製造された。富山地方鉄道7000形から中央扉を最後部に移設したような外観で、中間に車掌用小窓が存在する。これは前中扉の構造を後から前後扉に改造したものではなく、車掌用小窓もふくめて製造当初よりこの窓配置である。床は板張りとなっている。
形式称号はデ7000形であるが、番号は富山地方鉄道のデ7000形との重複を避けて7051から付けられており、「デ7050形」と記述されることもある。
MLRV1000形の投入により全廃された。
デ7052は千葉県御宿町の養鶏業者「村石養鶏場」が購入し、同社が2011年（平成23年）5月1日にいすみ市に開設した観光農場「いすみポッポの丘」の農産物直売所として他に購入した北陸鉄道モハ3752、いすみ鉄道いすみ204と共に利用されている。

### デ7060形
1965年（昭和40年）にデ7061・デ7062の2両が製造された。車体構造は7000形とほぼ同型だが、製造当初は射水線乗り入れ時に連結運用するための連結器があり、総括制御可能であった。のちに連結器は撤去されている。
床は板張りからリノリウムに変更された。座席定員は7000形と同じ28名だが、立席定員は7000形に比べ14名減って56名となった。
MLRV1000形の投入により全廃された。
デ7061は2004年に廃車、高岡市内の「二塚かっぱ村」に保存後、2022年に小松市内の有志に引き取られ、現在保存に向けて準備中である。
デ7062は2008年に廃車、JR貨物系の運送業「北陸ロジスティクス株式会社」が引き取り、JR伏木駅の旧貨物ヤードに留置されている。

### デ7070形

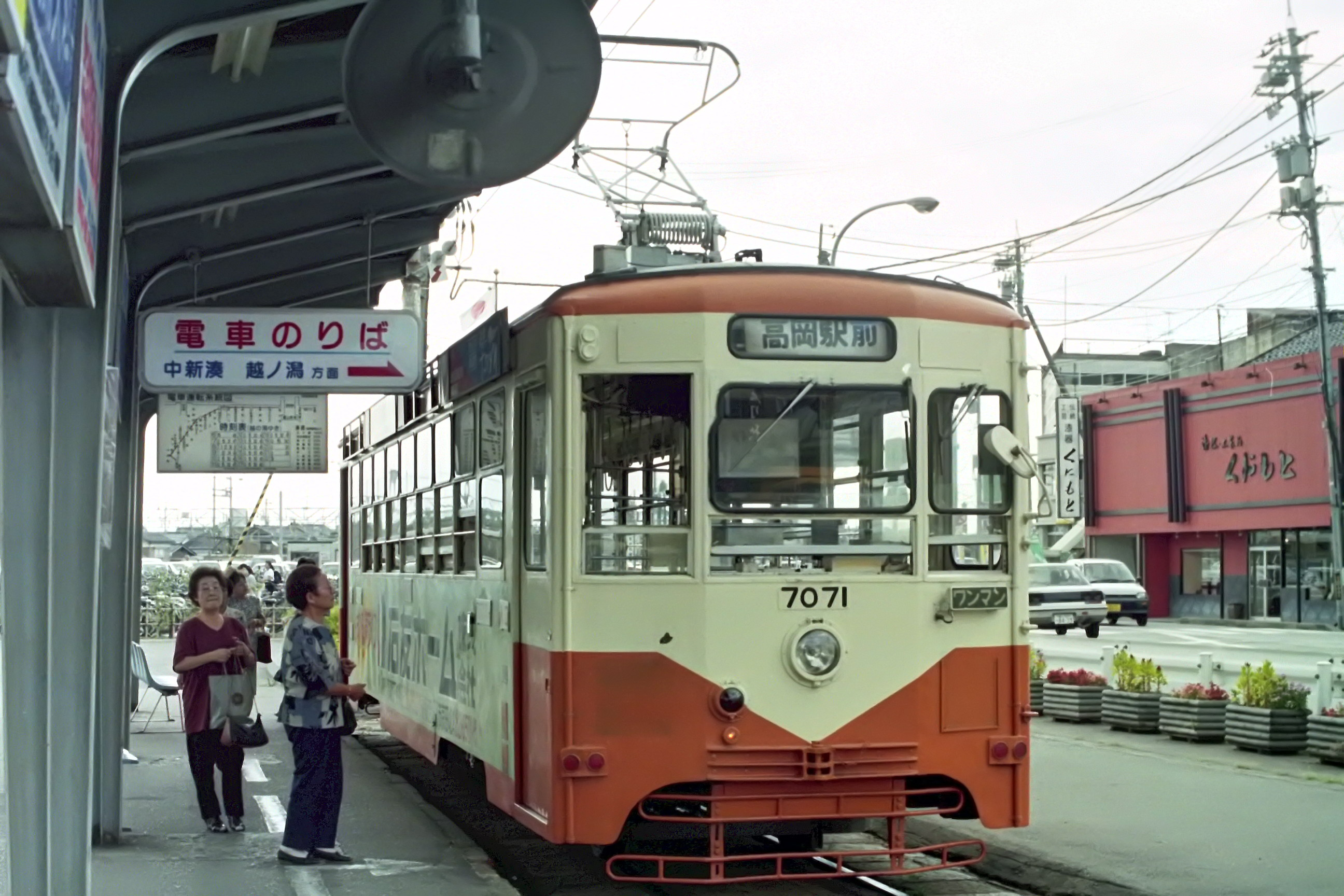
加越能鉄道時代のデ7071

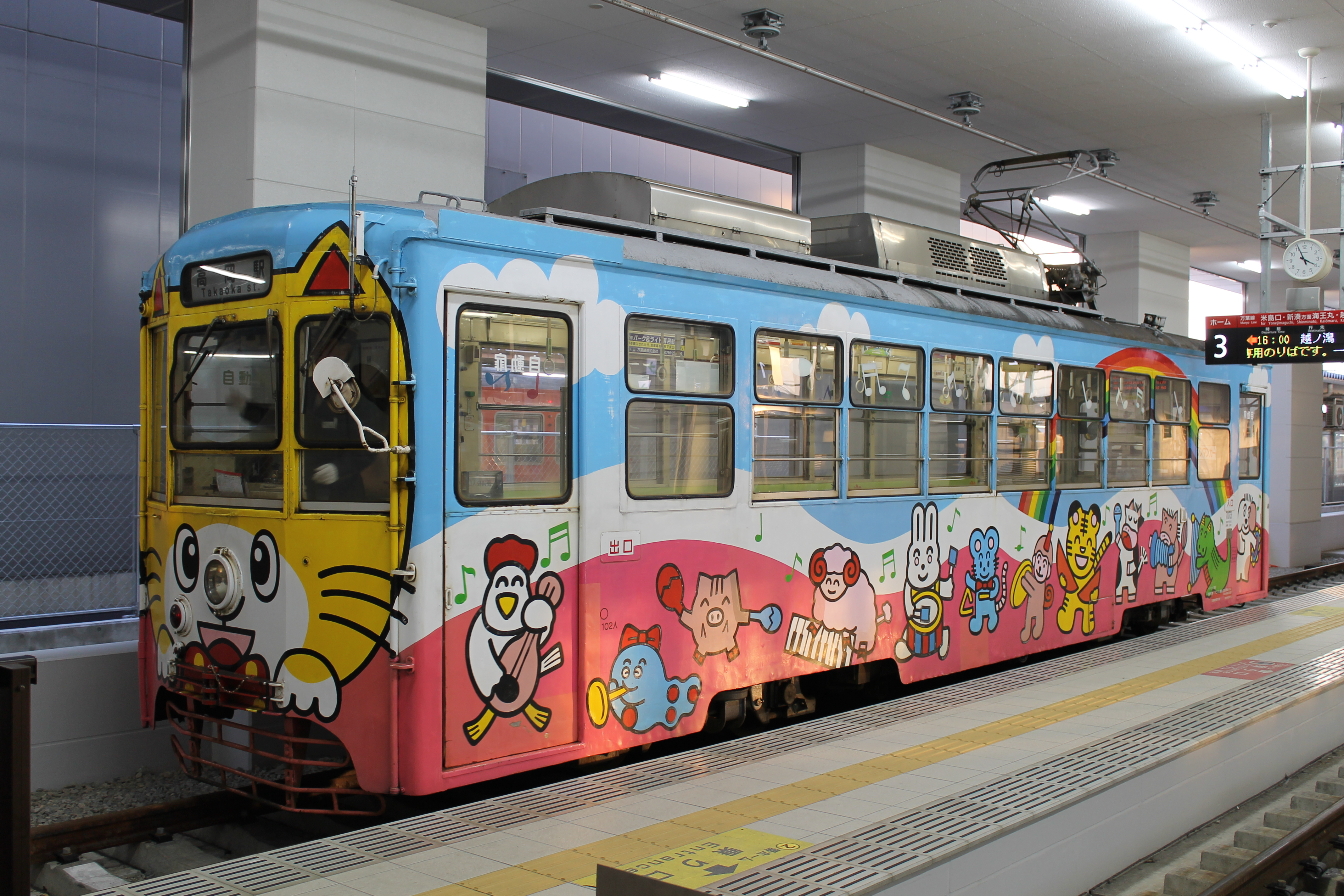
新「アニマル電車」デ7073

1967年（昭和42年）にデ7071 - デ7076の6両が製造された。設計の変更で側面中間部にあった車掌用小窓がなくなり、すっきりした窓配置になり、これによって座席の長さも延長されたため座席定員が増加している。
万葉線移管後の2002年（平成14年）から音声アナウンステープのデジタル化の工事が、2004年（平成16年） - 2006年（平成18年）にデ7071・デ7073の2両の冷房化が行われた。その他4両は新車両へ置き換え予定で未改造のままで運行していたが、経営環境の変化で財政上新車両の導入が難しいため、既廃車のデ7072を除く残り3両の既存車両の冷房化が決定され、新たに2021年（令和3年） - 2023年（令和5年）に当該3両を冷房化改造した。
また2017年（平成29年）にデ7071・デ7073の2両、2022年（令和4年）以降にデ7074・デ7075・デ7076の3両に液晶ディスプレイ行先観光案内運賃表示機に交換され、2024年（令和6年）にICカード決済ICOCAの車載器を全車装備し、同年9月から運用開始された。
デ7072は加越能鉄道時代の1993年に発足した万葉線の利用促進を目的とした地元団体「万葉線を愛する会」のアイディアで市民の電車をアピールするべく「乗ってみたい、楽しい夢のあるデザイン」をテーマにボディペインティング車両のデザインを公募し、1994年6月7日より最優秀賞デザインの車体正面にネコ、側面に楽器を演奏する十二支の動物の絵が描かれた「アニマル電車」として運行され、正面の絵柄から「ネコ電車」とも呼ばれていた。MLRV1000形と新型除雪車6000形の導入により2011年に廃車、暫く部品取りで留置されていたが、2022年に解体された。
デ7073は2009年（平成21年）12月26日から2016年夏まで、二代目「アニマル電車」としてデ7072と同様の猫と十二支の塗装で運行し、その後映画「ナラタージュ」の撮影のため加越能鉄道の色に塗り替えられ、2020年4月5日まで走行した。この間2019年5月から10月まで、令和改元記念ラッピングを施した「万葉「令和」号」として運行している。
デ7075は1994年（平成6年）から北陸コカ・コーラボトリングを広告主とする「コカ・コーラレトロ電車」として運転されてきたが、2021年（令和3年）2月末に運行終了することを同年1月に発表。その後、デ7075には冷房化工事とともにデザインの変更を行うことを発表した。その後冷房化改造された際にはデザインの変更は実施されなかったが、2022年6月にデザインが刷新され、赤地と黒地にイラストと「コカ・コーラ」の片仮名ロゴを入れたデザインとなった。

## 主要諸元
- 全長：12,500mm
- 全幅：2,440mm
- 全高：3,830mm（7000形）/3,832mm（7060形・7070形）
- 自重：15.3t
- 車体構造：全鋼製
- 定員：
  - デ7000形：98名（座席28名）
  - デ7060形：84名（座席28名）
  - デ7070形：102名（座席34名）
- 台車形式
  - デ7000形：N-105
  - デ7060形：N-110A
  - デ7070形：N-110B
- 電動機
  - 形式：NE-50B
  - 出力：50kW×2基
  - 駆動方式：吊掛式
  - 歯車比：68:14
- 制御方式：間接非自動制御
- 制動方式：空気・電気